# Pleurisanthes
Pleurisanthes é um género de plantas com flores pertencentes à família Icacinaceae.
A sua distribuição nativa encontra-se no sul da América Tropical.
Espécies:
- Pleurisanthes artocarpi Baill.
- Pleurisanthes brasiliensis (Valeton) Tiegh.
- Pleurisanthes emarginata Tiegh.
- Pleurisanthes flava Sandwith
- Pleurisanthes howardii R.Duno, Riina & P.E.Berry
- Pleurisanthes parviflora (Ducke) R.A.Howard
- Pleurisanthes simpliciflora Sleumer